# Jessie Bates III
Jessie Bates III (Fort Wayne, Indiana, 26 de febrero de 1997) es un jugador profesional estadounidense de fútbol americano que se desempeña en la posición de safety en Atlanta Falcons, equipo de la National Football League (NFL).

## Carrera
Fue seleccionado en la segunda ronda en la Reunión Anual de Selección de Jugadores de la NFL de 2018. Hizo su debut profesional con el equipo Cincinnati Bengals, en el cual jugó cinco temporadas (2018-2023), luego pasó a Atlanta Falcons, donde lleva jugando una temporada.